# ستيفن باسكوال
ستيفن باسكوال (بالإنجليزية: Steven Pasquale)‏ هو مغني وممثل أمريكي، ولد في 18 نوفمبر 1976 في الولايات المتحدة.

## أعمال

### أفلام
- (2007)  قداسة[5][6][7]

### مسلسلات
- السلالة
- ذا غود وايف

## وصلات خارجية
- ستيفن باسكوال على موقع IMDb (الإنجليزية)
- ستيفن باسكوال على موقع ميوزك برينز (الإنجليزية)
- ستيفن باسكوال على موقع أول موفي (الإنجليزية)
- ستيفن باسكوال على موقع قاعدة بيانات برودواي على الإنترنت (الإنجليزية)
- ستيفن باسكوال على موقع قاعدة بيانات الفيلم (الإنجليزية)